# Reformierte Kirche (Warschau)
Die Reformierte Kirche (polnisch Kościół ewangelicko-reformowany) in Warschau ist eine evangelisch-reformierte Pfarrkirche an der Solidarność Allee in der Warschauer Innenstadt.

## Geschichte

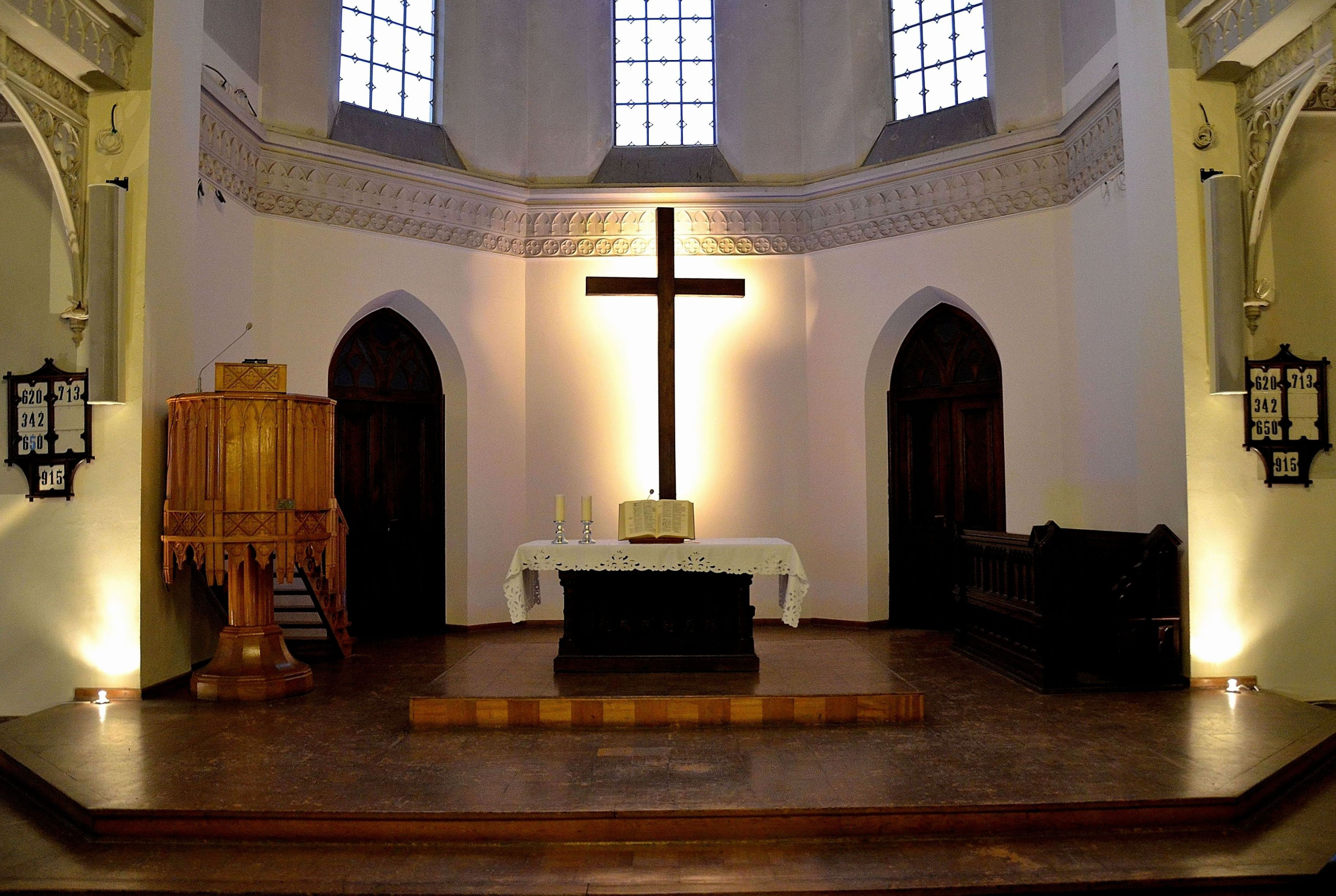
Altarraum

Die Grundsteinlegung der Kirche erfolgte am 30. Oktober 1866. Die Kirche wurde im Stil der Neugotik von Adolf Loewe erbaut, die Bauzeit betrug 14 Jahre. Im Zweiten Weltkrieg wurde die Kirche teilweise zerstört und nach dem Krieg wieder aufgebaut.